# Stibaractis melanoglypta
Stibaractis melanoglypta är en fjärilsart som beskrevs av Oswald Beltram Lower 1905. Stibaractis melanoglypta ingår i släktet Stibaractis och familjen mätare. Inga underarter finns listade i Catalogue of Life.